# Liste der Kulturdenkmale in Hertigswalde
Die Liste der Kulturdenkmale in Hertigswalde enthält die in der amtlichen Denkmalliste des Landesamtes für Denkmalpflege Sachsen ausgewiesenen Kulturdenkmale im Sebnitzer Ortsteil Hertigswalde.
Die Anmerkungen sind zu beachten.
Diese Liste ist eine Teilliste der Liste der Kulturdenkmale in Sebnitz.
Diese Liste ist eine Teilliste der Liste der Kulturdenkmale im Landkreis Sächsische Schweiz-Osterzgebirge.
Diese Liste ist eine Teilliste der Liste der Kulturdenkmale in Sachsen.

## Legende
- Bild: Bild des Kulturdenkmals, ggf. zusätzlich mit einem Link zu weiteren Fotos des Kulturdenkmals im Medienarchiv Wikimedia Commons. Wenn man auf das Kamerasymbol klickt, können Fotos zu Kulturdenkmalen aus dieser Liste hochgeladen werden:
- Bezeichnung: Denkmalgeschützte Objekte und ggf. Bauwerksname des Kulturdenkmals
- Lage: Straßenname und Hausnummer oder Flurstücknummer des Kulturdenkmals. Die Grundsortierung der Liste erfolgt nach dieser Adresse. Der Link (Karte) führt zu verschiedenen Kartendiensten mit der Position des Kulturdenkmals. Fehlt dieser Link, wurden die Koordinaten noch nicht eingetragen. Sind diese bekannt, können sie über ein Tool mit einer Kartenansicht einfach nachgetragen werden. In dieser Kartenansicht sind Kulturdenkmale ohne Koordinaten mit einem roten bzw. orangen Marker dargestellt und können durch Verschieben auf die richtige Position in der Karte mit Koordinaten versehen werden. Kulturdenkmale ohne Bild sind an einem blauen bzw. roten Marker erkennbar.
- Datierung: Baubeginn, Fertigstellung, Datum der Erstnennung oder grobe zeitliche Einordnung entsprechend des Eintrags in der sächsischen Denkmaldatenbank
- Beschreibung: Kurzcharakteristik des Kulturdenkmals entsprechend des Eintrags in der sächsischen Denkmaldatenbank, ggf. ergänzt durch die dort nur selten veröffentlichten Erfassungstexte oder zusätzliche Informationen
- ID: Vom Landesamt für Denkmalpflege Sachsen vergebene, das Kulturdenkmal eindeutig identifizierende Objekt-Nummer. Der Link führt zum PDF-Denkmaldokument des Landesamtes für Denkmalpflege Sachsen. Bei ehemaligen Kulturdenkmalen können die Objektnummern unbekannt sein und deshalb fehlen bzw. die Links von aus der Datenbank entfernten Objektnummern ins Leere führen. Ein ggf. vorhandenes Icon  führt zu den Angaben des Kulturdenkmals bei Wikidata.

## Hertigswalde
| Bild                                    | Bezeichnung                                                                         | Lage                                 | Datierung                     | Beschreibung | ID       |
| --------------------------------------- | ----------------------------------------------------------------------------------- | ------------------------------------ | ----------------------------- | --- | -------- |
| Direkt Bild zu diesem Denkmal hochladen | Wohnhaus in offener Bebauung                                                        | Albert-Kunze-Weg 7 (Karte)           | Um 1910                       | Möglicherweise frühere Kunstblumenfabrikationsstätte | 09276829 |
| Direkt Bild zu diesem Denkmal hochladen | Frei stehendes Wohnhaus (Albert-Kunze-Haus)                                         | Albert-Kunze-Weg 9 (Karte)           | Um 1910                       | Als ehemalige Wirkungsstätte Albert Kunzes von ortsgeschichtlicher Bedeutung                                                                               | 09276783 |
| Direkt Bild zu diesem Denkmal hochladen | Wohnhaus                                                                            | Birkenweg 3 (Karte)                  | 2. Hälfte 19. Jahrhundert     | Obergeschoss Fachwerk, verbrettert, baugeschichtlich von Bedeutung                                                                                         | 09276764 |
| Direkt Bild zu diesem Denkmal hochladen | Wohnstallhaus eines Bauernhofes                                                     | Hangweg 5 (Karte)                    | Bezeichnet im Portal mit 1841 | Obergeschoss Fachwerk verbrettert, u. a. baugeschichtliche Bedeutung                                                                                       | 09276832 |
| Direkt Bild zu diesem Denkmal hochladen | Wohnhaus in offener Bebauung                                                        | Hertigswalde 13 (Karte)              | 1890er Jahre                  | baugeschichtliche Relevanz. Verschiedene Gesimse, zwei Dachhäuschen                                                                                        | 09276825 |
| Direkt Bild zu diesem Denkmal hochladen | Ehemalige Kunstblumenfabrik                                                         | Hertigswalde 14 (Karte)              | um 1912                       | bau- und ortsgeschichtliche Bedeutung | 09276826 |
| Direkt Bild zu diesem Denkmal hochladen | Wohnhaus in offener Bebauung, im Landhausstil                                       | Hertigswalde 20 (Karte)              | um 1900                       | baugeschichtliche Bedeutung. Oben Zierfachwerk, weite Dachüberstände                                                                                       | 09276828 |
| Direkt Bild zu diesem Denkmal hochladen | Gasthof (nur der Saalteil)                                                          | Hertigswalde 29 (Karte)              | um 1910                       | bau- und ortsgeschichtliche Bedeutung | 09276766 |
| Direkt Bild zu diesem Denkmal hochladen | Wohnhaus                                                                            | Hertigswalde 33 (Karte)              | 2. Hälfte 19. Jh.             | Obergeschoss Fachwerk verbrettert, baugeschichtliche Bedeutung                                                                                             | 09276767 |
| Weitere Bilder                          | Wohnhaus (Umgebinde)                                                                | Hertigswalde 75 (Karte)              | 1. Hälfte 19. Jh.             | Obergeschoss Fachwerk, verbrettert, baugeschichtliche Bedeutung. Im Erdgeschoss Fachwerk oder Umgebinde, hoher Feldsteinsockel                             | 09276776 |
| Direkt Bild zu diesem Denkmal hochladen | Wohnhaus                                                                            | Hertigswalde 86 (Karte)              | 1. Hälfte 19. Jh.             | Obergeschoss Fachwerk, teilweise verbrettert, baugeschichtliche Relevanz                                                                                   | 09276768 |
| Direkt Bild zu diesem Denkmal hochladen | Wohnhaus                                                                            | Hertigswalde 91 (Karte)              | bez. 1797                     | Obergeschoss Fachwerk, baugeschichtliche Bedeutung, bezeichnet im Portal (Korbbogen)                                                                       | 09276780 |
| Direkt Bild zu diesem Denkmal hochladen | Pumpstation                                                                         | Hertigswalde 91 (bei) (Karte)        | nach 1900                     | technikgeschichtlich von Bedeutung, knapp 3 m hoher verputzter Ziegelkubus mit hohem Eingang                                                               | 09305806 |
| Direkt Bild zu diesem Denkmal hochladen | Gasthof                                                                             | Hertigswalde 96 (Karte)              | bez. 1795                     | ortsbildprägender Bau in Fachwerkkonstruktion, baugeschichtlich und ortsgeschichtlich von Bedeutung, Schlussstein                                          | 09276769 |
|                                         | Wohnhaus (Umgebinde) und Blockstube                                                 | Hertigswalde 97 (Karte)              | Ende 18. Jh.                  | Obergeschoss Fachwerk verbrettert, baugeschichtliche Bedeutung                                                                                             | 09276781 |
| Direkt Bild zu diesem Denkmal hochladen | Wohnstallhaus, Seitengebäude und Holzscheune sowie Granittränke eines Dreiseithofes | Hertigswalde 102 (Karte)             | Anfang 19. Jh.                | Wohnstallhaus, Obergeschoss Fachwerk, u. a. baugeschichtliche Bedeutung, zwei Segmentbogenportale                                                          | 09276770 |
| Direkt Bild zu diesem Denkmal hochladen | Wohnhaus                                                                            | Hertigswalde 108 (Karte)             | um 1850                       | Obergeschoss Fachwerk, baugeschichtliche Bedeutung, mit Fachwerk-Drempelgeschoss                                                                           | 09276772 |
| Direkt Bild zu diesem Denkmal hochladen | Wohnhaus                                                                            | Hertigswalde 110 (Karte)             | bez. 1796                     | Obergeschoss Fachwerk, baugeschichtliche Bedeutung, bezeichnet im Türsturz                                                                                 | 09276773 |
| Direkt Bild zu diesem Denkmal hochladen | Transformatorenhäuschen                                                             | Hertigswalde 110 (bei) (Karte)       | um 1920                       | technikgeschichtlich von Bedeutung, authentisch | 09299778 |
| Direkt Bild zu diesem Denkmal hochladen | Wohnhaus                                                                            | Hertigswalde 111 (Karte)             | Ende 18. Jh.                  | Obergeschoss Fachwerk, straßenseitig verbrettert, mit Mansarddach, baugeschichtliche Bedeutung, Hohes Mansarddach, rückseitig Segmentbogenportal eingebaut | 09276782 |
| Direkt Bild zu diesem Denkmal hochladen | Massives Wohnstallhaus, hölzerne Scheune und steinerne Tränke eines Gehöftes        | Hertigswalde 120 (Karte)             | bez. 1858                     | u. a. baugeschichtliche Bedeutung, bezeichnet im Sturz | 09276775 |
| Weitere Bilder                          | Wegestein                                                                           | Hertigswalde 131 (gegenüber) (Karte) | 19. Jahrhundert               | Verkehrsgeschichtlich von Bedeutung | 09276823 |
| Direkt Bild zu diesem Denkmal hochladen | Wohnhaus                                                                            | Hertigswalde 132 (Karte)             | bez. 1865                     | Obergeschoss Fachwerk verbrettert, baugeschichtliche Bedeutung, bezeichnet im Korbbogen-Portal                                                             | 09276778 |
| Weitere Bilder                          | Wohnhaus (Umgebinde) mit Blockstube                                                 | Hertigswalde 134 (Karte)             | 2. Hälfte 19. Jh.             | Obergeschoss Fachwerk, baugeschichtliche Bedeutung | 09276779 |
| Direkt Bild zu diesem Denkmal hochladen | Wohnstallhaus                                                                       | Ottendorfer Straße 10 (Karte)        | Bezeichnet im Portal mit 1860 | Obergeschoss Fachwerk verbrettert, u. a. baugeschichtliche Bedeutung                                                                                       | 09276831 |
| Direkt Bild zu diesem Denkmal hochladen | Wasserhaus (Seiferts Pumpenhaus)                                                    | Sprungschanzenweg 5 (bei) (Karte)    | Nach 1900                     | Technikgeschichtlich von Bedeutung | 09305807 |